# Abu Zuluf
Abu Zuluf (arab. أبو ظلوف, Abū Ẓulūf) – osada położona w północnej części wybrzeża Kataru, w prowincji Asz-Szamal.